# Dominik Mosler
Dominik Mosler (né le 19 novembre 1822 à Düsseldorf, mort le 13 novembre 1880 à Münster) est un peintre prussien.

## Biographie

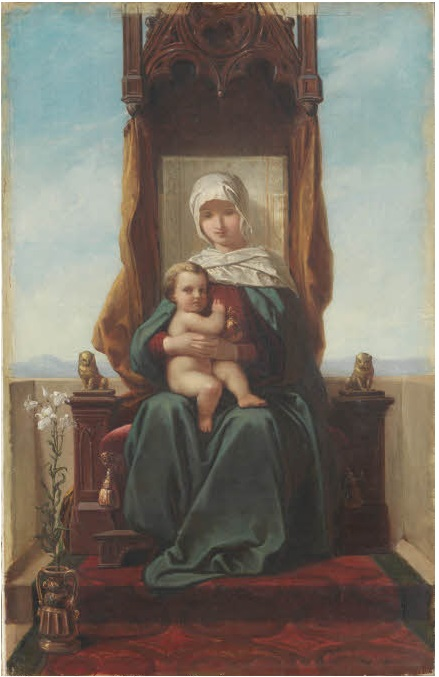
La Madone au baldaquin.

Dominik Mosler est le fils aîné de Karl Josef Ignatz Mosler et le frère de Heinrich Mosler. Il grandit à Düsseldorf et étudie de 1838 à 1843 à l'académie des beaux-arts de Düsseldorf, où son père enseigne l'histoire de l'art, auprès de Rudolf Wiegmann, Karl Ferdinand Sohn et Wilhelm von Schadow. En 1844, il devient l'élève de Jakob Becker et plus tard d'Edward von Steinle à l'institut Städel de Francfort-sur-le-Main. Il fait des voyages d'études à Munich et à Paris. Il retourne ensuite à Düsseldorf puis s'installe à Münster. Mosler se spécialise dans le domaine de la peinture d'histoire religieuse. De 1858 à 1860, il travaille pour Steinle pour les œuvres de l'église Saint-Gilles de Münster (de).